# Mejor alternativa a un tratado negociado
En la teoría de la negociación, la Mejor Alternativa a un Acuerdo Negociado o BATNA (opción del no acuerdo) es el curso de acción alternativo más ventajoso que una parte puede tomar si fracasan las negociaciones y no se puede llegar a un acuerdo. El BATNA puede incluir diversas situaciones, como la suspensión de las negociaciones, la transición a otro socio negociador, la apelación al fallo del tribunal, la ejecución de huelgas y la formación de otras formas de alianzas.  BATNA es el elemento clave y la fuerza impulsora detrás de un buen negociador. Una parte debería en general no aceptar una resolución peor que su BATNA. Por lo general, una parte no debe aceptar una resolución peor que su BATNA. Sin embargo, se debe tener cuidado para garantizar que los acuerdos se valoren con precisión, teniendo en cuenta todas las consideraciones, como el valor de la relación, el valor temporal del dinero y la probabilidad de que la otra parte cumpla con su parte del trato. Estas otras consideraciones suelen ser difíciles de valorar, ya que a menudo se basan en consideraciones inciertas o cualitativas más que en factores fácilmente medibles y cuantificables.
A menudo, es aún más difícil determinar el BATNA de la otra parte. Sin embargo, esta información es crucial, ya que el BATNA determina el poder de negociación de la otra parte. A veces, se pueden sacar conclusiones determinando sus principales intereses y la propia negociación puede servir para confirmar o descartar las suposiciones. Si, por ejemplo, se supone que una fecha de entrega muy temprana es de vital importancia para la parte negociadora, se puede proponer deliberadamente fijar una fecha de entrega más tardía. Si esta fecha de entrega tardía se rechaza decididamente, es probable que la fecha de entrega deseada sea de gran importancia.
El BATNA es visto a menudo por los negociadores como una red no segura, sino más bien como un punto de apoyo en las negociaciones. Aunque la opción de alternativa de un negociador debería, en teoría, ser fácil de evaluar, el esfuerzo de entender que alternativa representa el BATNA de una parte no es invertida. Las opciones necesitan ser reales y accionables para ser de valor, sin embargo, sin la inversión de tiempo, las opciones serán frecuentemente incluidas que fallan en uno de estos criterios. La mayoría de los gerentes sobreestiman su BATNA mientras simultáneamente invierten muy poco tiempo en la investigación de sus opciones reales. Esto puede dar lugar a resultados deficientes o defectuosos en el proceso de la toma de decisiones y los resultados de las negociaciones. Los negociadores también deben ser conscientes del BATNA del otro negociador y para identificar como se compara con lo que ellos están ofreciendo.

## Desarrollo del marco conceptual
La teoría de la mejor alternativa a un acuerdo negociado - BATNA fue desarrollada por los investigadores de negociación Roger Fisher y William Ury del Programa de Harvard sobre Negociación (PON), en su serie de libros sobre negociación basada en principios que comenzó con Obtenga el SÍ (en inglés "Getting to YES"), equivalente al concepto de teoría de juegos de punto de desacuerdo de problema de negociaciones impulsado por Premio Nobel John Forbes Nash décadas antes. John Forbes Nash décadas antes.  Un Equilibrio de Nash se alcanza entre un grupo de jugadores cuando ningún jugador puede beneficiarse de cambiar de estrategia si todos los demás jugadores se adhieren a su estrategia actual. Por ejemplo, Amy y Phil están en Equilibrio de Nash si Amy está tomando la mejor decisión que puede mientras tiene en cuenta la decisión de Phil, y si Phil está tomando la mejor decisión que puede mientras tiene en cuenta la decisión de Amy. Del mismo modo, un grupo de jugadores está en equilibrio de Nash si cada uno toma la mejor decisión posible teniendo en cuenta las decisiones de los demás.
Un despiadado, agresivo y frío estilo de negociación es el enfoque que la mayoría de la gente tiene cuando se trata de la negociación, un ejemplo teórico de esto es Estilo de Negociación de Aproximación al Adversario. Pero en realidad, como han mencionado expertos investigadores tales como Fisher and Ury no tiene porque ser así. A medida que el mundo se mueve a las plataformas más sofisticadas de comunicación, la negociación sigue la tendencia y el enfoque Problema-Solución en cierto modo es el "antídoto" del Estilo de Negociación de Aproximación al Adversario. Obtener el SI  sugiere un Modelo Basado en Intereses para el uso del enfoque de resolución de problemas. El Modelo Basado en Intereses se enfoca en separar la persona (posición) de los problemas (resolución)  y luego se concentra en la resolución. Esto permite a cada parte alcanzar sus objetivos de una manera distributiva.

## Alternativas
Es necesario contar con un conjunto de alternativas Atractivas para poder desarrollar un BATNA muy fuerte. Para Obtener el SI, los autores dan 3 sugerencias de cómo se puede lograr esto:
1. Inventar una lista de acciones que se podrían tomar en caso de no llegar a un acuerdo
2. Convertir alguna de las ideas más prometedoras y transformarlas en alternativas tangibles y parciales
3. Seleccionar la alternativa que parezca ser la mejor

Reglas del BATNA : El BATNA no se debe dar a conocer a menos que sea beneficioso.
En las negociaciones que involucran diferentes culturas, todas las partes deben darse cuenta de las conductas cognitivas culturales y no permitir prejuicios que afecten a la negociación. El individuo debe estar separado del objetivo.
El propósito aquí, como menciona Gulliver, es para las partes negociadoras de ser precavidos.
Preparación en todos los niveles, incluidos pensamientos libres de prejuicios, comportamiento libre de emociones y comportamiento libre de prejuicios; son elementos a tener en cuenta para lograr un acuerdo según destacan Morris y Gelfand.

## Tipos de BATNA
Existen tres tipos de BATNA:
1. BATNA abandono
2. BATNA interactivo
3. BATNA de terceros

### BATNA sin compromiso
Si el vendedor no quiere bajar el precio de venta por debajo de una opción alternativa, el comprador se marchará y comprará la otra alternativa. Tanto los negociadores profesionales como los investigadores consideran que el BATNA, o resultado de "abandono", es la principal fuente de poder relativo de un negociador. Sin embargo, confiar en las alternativas puede ser arriesgado. El poder relativo de una parte en una negociación es su capacidad de utilizar recursos para influir en las circunstancias de la otra, y el papel de un BATNA en este sentido puede variar de significativo a inexistente.

### BATNA interactivo
Los BATNA interactivos se buscan cuando una o varias partes de una negociación no cooperan con las demás. Hay muchos tipos de BATNA interactivos, pero los tres principales son:
1. Económicas: Por ejemplo, un periódico se olvida de sustituir un anuncio inapropiado en un número, lo que provoca que el 50% de sus suscriptores se den de baja y pierdan la mitad de sus ingresos publicitarios. En este caso, los que se dan de baja serían la parte no cooperadora.
2. Político": Por ejemplo, un partido político que filibusteriza una ley que otro partido intenta aprobar. En este caso, el partido filibustero sería el no cooperativo.
3. Social: Por ejemplo, un grupo de manifestantes que no sucumbe a los intentos de desplazamiento de la policía. En este caso, los manifestantes serían la parte no cooperativa.

### BATNA de terceros
Las BATNA de terceros se buscan cuando dos partes en una negociación son incapaces de llegar a una conclusión común por sí solas o la disputa entre ellas es interminable. Entonces, se requiere la intervención de un tercero, ya sea en forma de:
1. Mediación: Se recurre a un tercero neutral para que ayude a las partes en conflicto a resolver la disputa por sí mismas. La mediación no resuelve el conflicto, sólo lo facilita.
2. Arbitraje: Se recurre a un tercero neutral para que arbitre o resuelva la negociación mediante un BATNA. A diferencia de la mediación, resuelven la cuestión.
3. Litigio: Cuando la negociación se tuerce, interviene una tercera parte autorizada en forma de ley y la cuestión se resuelve en los tribunales, teniendo ambas partes que acatar la decisión del tribunal.

## Tácticas basadas en el BATNA y orden de las negociaciones
Dada la importancia del BATNA para el éxito de la negociación, varias tácticas se centran en debilitar el BATNA del oponente. Esto puede lograrse, por ejemplo, intentando entablar negociaciones exclusivas, retrasando o acelerando las negociaciones en curso, o limitando al interlocutor a los sistemas técnicos. Si un negociador se enfrenta a este tipo de tácticas es su tarea examinar las posibles consecuencias para su propio BATNA y prevenir o contrarrestar cualquier deterioro del BATNA de la propia parte.
El BATNA también puede influir en el orden en que se entablan las negociaciones con los posibles socios contractuales. Un enfoque secuencial es favorable. En un enfoque secuencial, se empieza a negociar con los socios menos favorecidos y se continúa negociando después con la opción preferida. De esta forma, se consigue el BATNA de un contrato con el socio menos favorecido.

## Ejemplos

### Venta de un coche
Si el vendedor de un coche tiene una oferta por escrito de un concesionario para comprar el coche del vendedor por $1,000,  entonces el BATNA del vendedor cuando trate con otros compradores potenciales sería de  $1,000 ya que el vendedor puede obtener $1,000 por el coche, incluso sin llegar a un acuerdo con un comprador alternativo.
En este ejemplo, otras ofertas que ilustran la dificultad de valorar los factores cualitativos podrían ser:
- Una oferta por $900 de hijo a un pariente cercano
- Una oferta por $1,100 en 45 días (¿cuáles son las posibilidades de que este compromiso futuro fracase?, y seguiría el BATNA anterior del vendedor (los $1,000 ofrecidos por el concesionario) disponible si lo hiciera?)
- Una oferta de otro comprador compensando los $1,500 contra el precio de un coche nuevo (¿El vendedor quiere comprar un coche en este momento, en particular el coche ofrecido?)

### Compras
Los compradores suelen ser capaces de aprovechar su BATNA en lo que respecta a los precios. Esto se hace a través de la compra al menor costo o a través del mejor vendedor de valor.